# Kirsteinsgade
Kirsteinsgade er en gade beliggende på Østerbro i København og er den eneste gade i Danmark med det navn.[kilde mangler] Den er kort, kun 135 meter lang og løber mellem Nøjsomhedsvej og Rothesgade.

## Historie
Gaden fik sit navn i 1905 efter etatsråden Carl Ludvig Kirstein (1793-1862) , som ejede landstedet Nøjsomhed, der lå lige i nærheden.
I 1911 boede (den senere rektor) Helene Rump (1868-1936) her, mens hun var lærer i matematik og fysik ved Ingrid Jespersens Gymnasieskole. Hun står som cand.phil. i vejviseren, hvilket var at pynte en smule på sandheden, da hun ikke havde taget de afsluttende eksaminer.
I nr. 9 var der samtidig en agenturforretning ved Alfred Andersen. I nr. 11 var der et ismejeri ved L.M. Madsen. Præsten Frederik Edvard Lundsgaard boede i nr. 2. Han var præst ved Frihavnskirken på dette tidspunkt (tidligere i Jakobs kirken), foruden redaktør af bladet fra 1911-37 "Søndagsbudet for Kirke og Hjem". I samme opgang fandt vi også en sæbesyder Th. Thefsen og norskfødte komponist og musiker Theodor Nicolaus Lehmann.
I 1955 boede grevinde Regitze Moltke på anden sal i nr. 1, nabo til hovedbogholder N. Terpager.

## Nævneværdige bygninger i gaden
Nr. 4 er fra 1907, ombygget i 1939. Hele bygningen er dækket af et tykt lag cremefarvet puds, der har afrundede hjørner og kanter. Sammen med de rødmalede vinduer, hvor især de vandrette sprosser er fremhævede, giver det mindelser om et skib. Det er en passende måde at markere Østerbros tidligere meget tætte forbindelser med havnen og havet. Døren er givetvis i teaktræ med et rundt vindue. Bemærk at husnummeret er på en udhængslygte.
Nr. 6 er også fra 1907, er mere traditionelt etagebyggeri, men har nogle flotte glasmosaikker i trappeopgangen.
Nr. 5 er fra 1907 og fremstår kontrastfyldt: Stueetagen er pudset og malet i en bastant grå, mens resten er i gulsten, med afrundede hjørner ved vinduerne. Rækværket foran de franske altaner er snirklet.
AKBs bygning er fra 1964 og er tegnet af Dan Fink.